# Bekecs (település)
Bekecs község Borsod-Abaúj-Zemplén vármegyében, a Szerencsi járásban, Szerencs várossal gyakorlatilag egybeépülve.

## Földrajza
Bekecs a Zempléni-hegység és az Alföld találkozásánál fekszik, a megyeszékhely Miskolctól 32 kilométerre keletre, a Tokaji borvidéken. A falu legdélibb része sík vidéken terül el, míg az északi része a Zempléni-hegység egyik legnyugatibb fekvésű hegye, a Nagy-hegy lábaira épült.
A közvetlenül határos települések: észak felől Monok (5 kilométerre), kelet felől Szerencs városa, mellyel mára teljesen összeépült; délkelet felől Prügy, dél felől Taktaszada (8 kilométerre), nyugat felől pedig Legyesbénye, mellyel szintén teljesen összenőtt. Fentieken túl délnyugaton határos még Megyaszó délkeleti külterületeivel is, bár e település viszonylag távolabb fekszik tőle, nyugat-északnyugati irányban.

### Megközelítése
Legfontosabb közúti megközelítési útvonala a 37-es főút, mely a belterületének déli széle közelében húzódik, ezen érhető el a legegyszerűbben a vármegye és az ország távolabbi részei felől is. Főutcája a 3611-es út, Legyesbényével és Megyaszóval a 3702-es út, Monokkal és Tállyával a 3711-es út köti össze. Határszélét nyugaton érinti még a Miskolctól idáig húzódó 3605-ös út is.
A hazai vasútvonalak közül a Budapest–Sátoraljaújhely-vasútvonal érinti, de annak megállási pontja nincs a határai között, a legközelebbi vasúti csatlakozási lehetőséget így Szerencs vasútállomás kínálja.

## Története
A települést, amely fontos kereskedelmi út mentén épült fel, már Anonymus is említi. Nevét valószínűleg 12. századi birtokosáról, a Beke családról kapta. A tatárjárás, majd a török uralom idején is elpusztult a község, de mindig újra benépesült. A község református templomának 1625-ben történő felszentelésekor itt járt és beszédet mondott Szenczi Molnár Albert zsoltárfordító. A 19. századtól kezdve Bekecs már nem volt önálló település, a szomszédos Legyesbénye községhez, majd a második világháború utántól Szerencshez tartozott. 1956-ban önállósodott újra. Az önállóság hozzájárult a település fejlődéséhez, melyben sokat segített a tsz-rendszer is (Bekecs négy község termelőszövetkezeti központja volt).
A megye többi településével ellentétben a válság, melybe a rendszerváltás után került az észak-magyarországi községek többsége, Bekecset nem érintette, amely nagyban volt köszönhető az akkori vezetés szakértelmének és Szerencs támogatásának.
A kétezres évek elején a település általános iskolája teljes egészében megújult, az megújult épületet az akkori miniszterelnök, Gyurcsány Ferenc jelenlétében adták át. Későbbiekben az óvoda is teljes körű felújításon esett át.
A község sokat köszönhet az előző polgármestereknek és városvezetőknek is, hiszen rengeteg utcában az utolsó fejlesztések évekkel ezelőtt zajlottak és az árkok korszerűsítése is az előző vezetőséghez köthető.
A 2014-es önkormányzati választások után a faluban megkezdődött a buszmegállók korszerűsítése és a járdák térkövezése is a község főutcájának egyik oldalán. Ezután hozták létre a Dr. Móré Lóránt Egészségügyi Központot, amely az egykori bekecsi háziorvos nevét viseli.
2016-ban elkezdődött a község internetes hálózatának fejlesztése, amely a Digitális Jólét Program része volt. Célja az volt, hogy minden háztartásban elérhetővé váljon a 30 Mb/s sebességű internetkapcsolat.

## Közélete

### Polgármesterei
- 1990–1994: Tóth István (független)[3]
- 1994–1998: Tóth István (független)[4]
- 1998–2002: Tóth István (Zempléni Településszövetség)[5]
- 2002–2006: Tóth István (független)[6]
- 2006–2010: Béki József (független)[7]
- 2010–2014: Béki József (független)[8]
- 2014–2019: Dr. Bodnár László (független)[9]
- 2019–2024: Dr. Bodnár László (független)[10]
- 2024– : Dr. Bodnár László (független)[1]

## Népesség
A település népességének változása:
| Lakosok száma | 2521 | 2528 | 2485 | 2345 | 2260 | 2195 | 2206 |
|               | 2013 | 2014 | 2015 | 2021 | 2022 | 2023 | 2024 |

2001-ben a lakosság 99%-a magyar, 1%-a cigány származású volt.
A 2011-es népszámlálás során a lakosok 80,4%-a magyarnak, 0,2% cigánynak, 0,5% németnek mondta magát (19,6% nem nyilatkozott; a kettős identitások miatt a végösszeg nagyobb lehet 100%-nál). A vallási megoszlás a következő volt: római katolikus 38,9%, református 13,4%, görögkatolikus 8,4%, evangélikus 0,2%, felekezeten kívüli 7% (34,5% nem válaszolt).
2022-ben a lakosság 92,1%-a vallotta magát magyarnak, 1,2% cigánynak, 0,2% németnek, 0,1-0,1% ukránnak, szlováknak és ruszinnak, 2,3% egyéb, nem hazai nemzetiségűnek (7,9% nem nyilatkozott; a kettős identitások miatt a végösszeg nagyobb lehet 100%-nál). Vallásuk szerint 32,6% volt római katolikus, 17,3% református, 8,7% görög katolikus, 0,3% egyéb keresztény, 0,2% evangélikus, 6,2% felekezeten kívüli (34,1% nem válaszolt).

## Nevezetességek
- Római katolikus templom
- Református templom
- Görögkatolikus templom
- Kopjafa az 1956-os emlékműnél
- Millenáris emlékmű
- Az egykori, nemrégiben azonban felújított fürdőkert
- Bekecsi Tanösvény
- Bányai Lovasiskola